# 阿克塞爾·圖帕內
阿克塞爾·約瑟夫·尚-賈克·圖帕內（1992年7月23日—）為法國男子籃球運動員，場上位置為小前鋒，最後效力於台灣職業籃球大聯盟桃園台啤永豐雲豹。

## 職業生涯
2021年10月15日，圖帕內加盟金州勇士，但於隔日遭到裁掉。10月25日，圖帕內加盟聖克魯斯勇士。
2022年1月6日，圖帕內加盟法國籃球甲級聯賽巴黎。
2023年8月9日，圖帕內加盟法國籃球甲級聯賽大都會92。
2024年8月29日，圖帕內加盟墨西哥國家職業籃球聯賽墨西哥紅魔鬼，但並未代表球隊出賽。
2025年1月31日，圖帕內加盟黎巴嫩籃球聯賽賀米尼門。3月22日，圖帕內加盟台灣職業籃球大聯盟桃園台啤永豐雲豹，中文登錄名為「圖霸」。8月12日，桃園台啤永豐雲豹宣布與圖帕內合約期滿不續約。

## 國家隊生涯
2011年圖帕內代表法國參加歐洲U20籃球錦標賽，最終獲得銀牌。2012年代表法國參加歐洲U20籃球錦標賽，最終獲得銅牌。2017年圖帕內代表法國參加2017年歐洲籃球錦標賽。2019年代表法國參加世界盃籃球賽，最終獲得銅牌。2021年代表法國參加世界盃籃球賽歐洲區資格賽。

## 外部連結
- 阿克塞爾·圖帕內的Instagram帳戶
- 阿克塞爾·圖帕內在fiba.basketball（英语）
- 阿克塞爾·圖帕內在archive.fiba.com（存檔）（英语）
- 阿克塞爾·圖帕內在fiba3x3.com（英语）
- 阿克塞爾·圖帕內在NBA官網（英语）
- 阿克塞爾·圖帕內在NBA G聯盟官網（英语）
- 阿克塞爾·圖帕內在歐洲籃球聯賽官網（英语）
- 阿克塞爾·圖帕內在西班牙篮球甲级联赛官網（球員）（西班牙语）
- 阿克塞爾·圖帕內在法國籃球甲級聯賽官網（法语）
- 阿克塞爾·圖帕內在立陶宛籃球聯賽官網（英语）
- 阿克塞爾·圖帕內在台灣職業籃球大聯盟官網
- 阿克塞爾·圖帕內在Basketball-Reference.com（NBA）（英语）
- 阿克塞爾·圖帕內在Basketball-Reference.com（NBA G聯盟）（英语）
- 阿克塞爾·圖帕內在Basketball-Reference.com（國際）（英语）
- 阿克塞爾·圖帕內在ESPN（NBA）（英语）
- 阿克塞爾·圖帕內在Eurobasket.com（球員）（英语）
- 阿克塞爾·圖帕內在Proballers（英语）
- 阿克塞爾·圖帕內在RealGM（球員）（英语）
- 阿克塞爾·圖帕內在Flashscore（英语）